# Embalse de la Breña
El embalse de la Breña está situado en el tramo final del río Guadiato muy cerca de su confluencia con el Guadalquivir, en el término municipal de Almodóvar del Río (Córdoba). Alberga una capacidad de unos 823 hectómetros cúbicos, siendo de los embalses más grandes de Andalucía y su uso se dedica principalmente al regadío. Al embalse se accede por la A-431, carretera que une Córdoba y Sevilla.

## Historia
La primera presa, conocida como Breña I, fue construida entre los años 1931 y 1935 del tipo gravedad de hormigón y era utilizada especialmente para regadío. Tenía una capacidad de 103 hectómetros cúbicos, 55 metros de altitud y una longitud de 207 metros. Su explotación no comenzó hasta 1938.
No obstante, estas dimensiones quedaron escasas y, tras recibir luz verde de la Unión Europea a finales de 2003, en mayo de 2005 se comenzó la construcción de una nueva presa, quedando la antigua inundada, por este motivo se la llamó Breña II. Las obras concluyeron en octubre de 2008, siendo la presa de hormigón compactado con rodillo (HCR) más grande de Europa. La capacidad aumentó ocho veces en comparación a la primera presa, llegando a tener una capacidad de unos 823 hectómetros cúbicos. Su altura está situada a 119 metros, su longitud de coronación es de 685 m, estando situada a la cota 184,00 m s. n. m. El cuerpo de la misma está dividido en 25 bloques y cuatro niveles de galerías. En los bloques centrales se encuentra el aliviadero y los desagües de fondo e intermediarios. 
El embalse no recibe únicamente las aguas del río Guadiato, sino que en invierno, mediante una estación de bombeo, también se elevan las aguas excedentarias del Guadalquivir para que se puedan desembalsar en verano, cuando el nivel del agua es mucho más bajo.

## Entorno
Aparte de la presa como tal, también nos encontramos con otros edificios que dan relevancia al entorno:
- Playa y zona recreativa: el embalse de la Breña se convirtió en la primera zona autorizada de baño interior de toda la provincia de Córdoba en 2018, instalándose sombrillas, papeleras y duchas. Además de esto, también se vienen realizando la práctica de la pesca y diversos deportes como senderismo, tiro con arco, rutas en kayak, escalada en rocódromo, escalada en roca, rutas en bicicleta de montaña, tirolina o esquí náutico, destacando especialmente deportes acuáticos como waterski o waterboard. En la zona alta también se encuentra un restaurante-mirador con vistas privilegiadas al embalse.[3][4]
- Edificio de control y centro de observación ornitológico: encargado especialmente del control y cuidado de las aves autóctonas. Algunas de ellas son, por ejemplo, ciervos, jabalíes, águila real, buitre leonado y linces.
- Jardín Botánico: muestra especial interés en la flora que ocupa la Vega del Guadalquivir, además de la fauna y el proceso de construcción de la Breña II. Las especies arbóreas suelen ser de hoja perenne, pequeña y coriácea para soportar mejor las sequías estivales. Alguna de la flora más característica es la encina y alcornoque, acompañados de acebuches, quejigos, algarrobos. Asimismo, también hace acto de presencia las plantas aromáticas como romeros, salvias y lavanda.
- Molinos harineros de época medieval. Restaurados como medida compensatoria a la presa.[5]